# NEC Red Rockets
NEC Red Rockets – żeński klub piłki siatkowej z Japonii. Został założony w 1978 roku z siedzibą w mieście Kawasaki. Występuje w V.League.

## Sukcesy
Mistrzostwo Japonii:
- 1988, 1997, 2000, 2003, 2005, 2015, 2017, 2023[1], 2024[2]
- 1987, 1996, 1998, 2002, 2025[3]
- 1990, 1991, 1999, 2001, 2009, 2021

Klubowe Mistrzostwa Azji:
- 2016, 2024[4]
- 2000, 2018

Puchar Cesarza:
- 2023[5]

## Obcokrajowcy w klubie
| Lata gry  | Imię i nazwisko          | Pozycja               |
| --------- | ------------------------ | --------------------- |
| 2024-     | Lorrayna Marys da Silva  | atakująca             |
| 2023-     | Ajcharaporn Kongyot      | przyjmująca           |
| 2023-2024 | Danielle Barton-Drews    | przyjmująca atakująca |
| 2021-2023 | Sarah Wilhite-Parsons    | przyjmująca           |
| 2020-2021 | Neriman Özsoy            | przyjmująca           |
| 2019-2020 | Berenika Tomsia          | atakująca             |
| 2018-2019 | Rhamat Alhassan          | środkowa              |
| 2016-2017 | Emilija Nikołowa         | atakująca             |
| 2014-2016 | Yeliz Başa               | przyjmująca atakująca |
| 2013-2014 | Hana Čutura              | przyjmująca           |
| 2012-2013 | Yeliz Başa               | przyjmująca atakująca |
| 2011-2012 | Brižitka Molnar          | przyjmująca           |
| 2010-2011 | Fernanda Garay Rodrigues | przyjmująca           |
| 2006-2007 | Riikka Lehtonen          | przyjmująca           |
| 1998-1999 | Jelena Godina            | przyjmująca           |